# Zīsīs Vryzas
Zīsīs Vryzas (in greco: Ζήσης Βρύζας; Kavala, 9 novembre 1973) è un dirigente sportivo ed ex calciatore greco, di ruolo attaccante. Campione d'Europa nel 2004 con la nazionale greca.

## Caratteristiche tecniche
Centravanti che aveva le sue migliori qualità nella continuità di rendimento e nella freddezza sotto porta, risultava un elemento sempre pericoloso in area di rigore grazie a reti perlopiù di scaltrezza e istinto.

## Carriera

### Giocatore

#### Club
Iniziò la carriera in patria, nel campionato greco, con cinque stagioni nello Skoda Xanthī e altre quattro nel PAOK, totalizzando 50 reti in 240 presenze ufficiali. Entrato in rotta con l'allenatore della formazione tessalonicese, nel settembre 2000 giunse in Italia, accasandosi nel Perugia dell'era Gaucci-Cosmi; nell'arco di tre annate e mezza l'attaccante mise a referto 25 reti in 107 gare di campionato, affermandosi come miglior marcatore degli umbri in Serie A nonché maggiore goleador straniero in maglia biancorossa, trionfando inoltre nel 2003 in Coppa Intertoto UEFA.
Nel dicembre dello stesso anno scese in Serie B passando alla Fiorentina, con cui a fine stagione riconquistò la massima categoria dopo il vittorioso spareggio interdivisionale proprio contro l'ex club perugino: tuttavia l'attaccante non prese parte a questa fase del campionato, poiché impegnato in quelle settimane con la sua nazionale all'europeo portoghese.
Trascorse poi l'annata seguente in Spagna, vestendo la casacca del Celta Vigo nella Liga. Fece brevemente ritorno ai viola nel 2005, venendo tuttavia impiegato solo in Coppa Italia, prima di essere ceduto nel gennaio 2006 al Torino, in serie cadetta; qui contribuì all'immediato ritorno dei granata in A dopo i vittoriosi play-off. Al termine della stagione tornò in patria e, dopo due ultime annate nei suoi primi club, lo Skoda Xanthī e il PAOK, concluse la carriera agonistica nel 2008.

#### Nazionale
Convocato per la prima volta nella nazionale greca nel 1994, venne chiamato dal selezionatore Otto Rehhagel per la fase finale del campionato d'Europa 2004 in Portogallo; al termine di questa manifestazione potrà fregiarsi del titolo continentale, un traguardo storico per la nazionale ellenica. Durante quell'europeo segnò una rete, rivelatasi decisiva, nell'ultima partita della fase a gironi, persa 1-2 contro la Russia: difatti, la Grecia passò il turno come seconda nel proprio raggruppamento (eliminando la Spagna) grazie alla migliore differenza reti.
Fu poi confermato nella rosa che prese parte alla Confederations Cup 2005 in Germania. Chiuse l'esperienza in nazionale nel 2006, con un ruolino di 68 presenze e 9 reti.

### Dopo il ritiro
Dopo l'addio al calcio giocato col PAOK, rimase nell'organico della società greca con il ruolo di direttore tecnico fino all'ottobre 2009, quando venne eletto presidente; nel gennaio dell'anno successivo scese di grado assumendo la carica di vicepresidente (e lasciando la massima carica a Theodōros Zagorakīs), prima di diventare nuovamente presidente dal gennaio 2012.
In seguito lasciò la carriera dirigenziale per divenire procuratore sportivo.

## Statistiche

### Cronologia presenze e reti in nazionale
| Cronologia completa delle presenze e delle reti in nazionale ― Grecia | Cronologia completa delle presenze e delle reti in nazionale ― Grecia | Cronologia completa delle presenze e delle reti in nazionale ― Grecia | Cronologia completa delle presenze e delle reti in nazionale ― Grecia | Cronologia completa delle presenze e delle reti in nazionale ― Grecia | Cronologia completa delle presenze e delle reti in nazionale ― Grecia | Cronologia completa delle presenze e delle reti in nazionale ― Grecia | Cronologia completa delle presenze e delle reti in nazionale ― Grecia |
| Data                                                                  | Città                                                                 | In casa                                                               | Risultato                                                             | Ospiti                                                                | Competizione                                                          | Reti                                                                  | Note                                                                  |
| --------------------------------------------------------------------- | --------------------------------------------------------------------- | --------------------------------------------------------------------- | --------------------------------------------------------------------- | --------------------------------------------------------------------- | --------------------------------------------------------------------- | --------------------------------------------------------------------- | --------------------------------------------------------------------- |
| 27-4-1994                                                             | Amarousio                                                             | Grecia                                                                | 5 – 1                                                                 | Arabia Saudita                                                        | Amichevole                                                            | -                                                                     | 46’                                                                   |
| 9-5-1994                                                              | Il Pireo                                                              | Grecia                                                                | 0 – 3                                                                 | Camerun                                                               | Amichevole                                                            | -                                                                     | 58’                                                                   |
| 12-10-1994                                                            | Salonicco                                                             | Grecia                                                                | 4 – 0                                                                 | Finlandia                                                             | Qual. Euro 1996                                                       | -                                                                     | 42’                                                                   |
| 16-11-1994                                                            | Amarousio                                                             | Grecia                                                                | 2 – 0                                                                 | San Marino                                                            | Qual. Euro 1996                                                       | -                                                                     | 70’                                                                   |
| 25-1-1995                                                             | Larnaca                                                               | Cipro                                                                 | 2 – 3                                                                 | Grecia                                                                | Amichevole                                                            | 1                                                                     | 65’                                                                   |
| 8-2-1995                                                              | Kalamata                                                              | Grecia                                                                | 1 – 0                                                                 | Romania                                                               | Amichevole                                                            | -                                                                     | 46’                                                                   |
| 8-3-1995                                                              | Amarousio                                                             | Grecia                                                                | 1 – 1                                                                 | Svizzera                                                              | Amichevole                                                            | 1                                                                     | 46’                                                                   |
| 16-8-1995                                                             | Glasgow                                                               | Scozia                                                                | 1 – 0                                                                 | Grecia                                                                | Qual. Euro 1996                                                       | -                                                                     | 30’                                                                   |
| 24-1-1996                                                             | Calcide                                                               | Grecia                                                                | 2 – 1                                                                 | Israele                                                               | Amichevole                                                            | -                                                                     | 46’                                                                   |
| 21-2-1996                                                             | Nîmes                                                                 | Francia                                                               | 3 – 1                                                                 | Grecia                                                                | Amichevole                                                            | -                                                                     |                                                                       |
| 27-3-1996                                                             | Lisbona                                                               | Portogallo                                                            | 1 – 0                                                                 | Grecia                                                                | Amichevole                                                            | -                                                                     |                                                                       |
| 24-4-1996                                                             | Amarousio                                                             | Grecia                                                                | 2 – 0                                                                 | Slovenia                                                              | Qual. Mondiali 1998                                                   | -                                                                     |                                                                       |
| 8-5-1996                                                              | Giannina                                                              | Grecia                                                                | 2 – 1                                                                 | Georgia                                                               | Amichevole                                                            | -                                                                     | 46’                                                                   |
| 14-8-1996                                                             | Amarousio                                                             | Grecia                                                                | 2 – 1                                                                 | Albania                                                               | Amichevole                                                            | -                                                                     | 68’                                                                   |
| 1-9-1996                                                              | Kalamata                                                              | Grecia                                                                | 3 – 0                                                                 | Bosnia ed Erzegovina                                                  | Qual. Mondiali 1998                                                   | -                                                                     | 35’                                                                   |
| 10-11-1996                                                            | Zagabria                                                              | Croazia                                                               | 1 – 1                                                                 | Grecia                                                                | Qual. Mondiali 1998                                                   | -                                                                     | 84’                                                                   |
| 22-1-1997                                                             | Gerusalemme                                                           | Israele                                                               | 1 – 1                                                                 | Grecia                                                                | Amichevole                                                            | -                                                                     | 46’                                                                   |
| 12-3-1997                                                             | Paralimni                                                             | Cipro                                                                 | 0 – 4                                                                 | Grecia                                                                | Amichevole                                                            | -                                                                     | 46’                                                                   |
| 19-8-1997                                                             | Heraklion                                                             | Grecia                                                                | 2 – 1                                                                 | Cipro                                                                 | Amichevole                                                            | -                                                                     | 71’                                                                   |
| 18-2-1998                                                             | Amarousio                                                             | Grecia                                                                | 1 – 1                                                                 | Russia                                                                | Amichevole                                                            | -                                                                     | 76’                                                                   |
| 8-4-1998                                                              | Bucarest                                                              | Romania                                                               | 2 – 1                                                                 | Grecia                                                                | Amichevole                                                            | -                                                                     |                                                                       |
| 6-6-2001                                                              | Atene                                                                 | Grecia                                                                | 0 – 2                                                                 | Inghilterra                                                           | Qual. Mondiali 2002                                                   | -                                                                     | 58’                                                                   |
| 15-8-2001                                                             | Mosca                                                                 | Russia                                                                | 0 – 0                                                                 | Grecia                                                                | Amichevole                                                            | -                                                                     | 82’                                                                   |
| 5-9-2001                                                              | Helsinki                                                              | Finlandia                                                             | 5 – 1                                                                 | Grecia                                                                | Qual. Mondiali 2002                                                   | -                                                                     |                                                                       |
| 10-11-2001                                                            | Nea Filadelfeia                                                       | Grecia                                                                | 4 – 2                                                                 | Estonia                                                               | Amichevole                                                            | -                                                                     | 46’                                                                   |
| 13-2-2002                                                             | Salonicco                                                             | Grecia                                                                | 2 – 2                                                                 | Svezia                                                                | Amichevole                                                            | -                                                                     | 69’                                                                   |
| 27-3-2002                                                             | Patrasso                                                              | Grecia                                                                | 3 – 2                                                                 | Belgio                                                                | Amichevole                                                            | 2                                                                     | 46’                                                                   |
| 17-4-2002                                                             | Giannina                                                              | Grecia                                                                | 0 – 0                                                                 | Rep. Ceca                                                             | Amichevole                                                            | -                                                                     | 64’                                                                   |
| 12-5-2002                                                             | Alessandropoli                                                        | Grecia                                                                | 3 – 2                                                                 | Romania                                                               | Amichevole                                                            | -                                                                     | 58’                                                                   |
| 15-5-2002                                                             | Rodi                                                                  | Grecia                                                                | 3 – 1                                                                 | Cipro                                                                 | Amichevole                                                            | -                                                                     | 46’                                                                   |
| 21-8-2002                                                             | Costanza                                                              | Romania                                                               | 0 – 1                                                                 | Grecia                                                                | Amichevole                                                            | -                                                                     | 46’                                                                   |
| 7-9-2002                                                              | Atene                                                                 | Grecia                                                                | 0 – 2                                                                 | Spagna                                                                | Qual. Euro 2004                                                       | -                                                                     | 72’                                                                   |
| 12-10-2002                                                            | Kiev                                                                  | Ucraina                                                               | 2 – 0                                                                 | Grecia                                                                | Qual. Euro 2004                                                       | -                                                                     | 66’                                                                   |
| 12-2-2003                                                             | Heraklion                                                             | Grecia                                                                | 1 – 0                                                                 | Norvegia                                                              | Amichevole                                                            | -                                                                     | 76’                                                                   |
| 26-3-2003                                                             | Graz                                                                  | Austria                                                               | 2 – 2                                                                 | Grecia                                                                | Amichevole                                                            | -                                                                     |                                                                       |
| 2-4-2003                                                              | Belfast                                                               | Irlanda del Nord                                                      | 0 – 2                                                                 | Grecia                                                                | Qual. Euro 2004                                                       | -                                                                     | 42’                                                                   |
| 30-4-2003                                                             | Žilina                                                                | Slovacchia                                                            | 2 – 2                                                                 | Grecia                                                                | Amichevole                                                            | -                                                                     |                                                                       |
| 7-6-2003                                                              | Saragozza                                                             | Spagna                                                                | 0 – 1                                                                 | Grecia                                                                | Qual. Euro 2004                                                       | -                                                                     |                                                                       |
| 11-6-2003                                                             | Atene                                                                 | Grecia                                                                | 1 – 0                                                                 | Ucraina                                                               | Qual. Euro 2004                                                       | -                                                                     | 65’                                                                   |
| 20-8-2003                                                             | Norrköping                                                            | Svezia                                                                | 1 – 2                                                                 | Grecia                                                                | Amichevole                                                            | -                                                                     | 46’                                                                   |
| 6-9-2003                                                              | Erevan                                                                | Armenia                                                               | 0 – 1                                                                 | Grecia                                                                | Qual. Euro 2004                                                       | 1                                                                     | 36’                                                                   |
| 11-10-2003                                                            | Atene                                                                 | Grecia                                                                | 1 – 0                                                                 | Irlanda del Nord                                                      | Qual. Euro 2004                                                       | -                                                                     |                                                                       |
| 18-2-2004                                                             | Atene                                                                 | Grecia                                                                | 2 – 0                                                                 | Bulgaria                                                              | Amichevole                                                            | 1                                                                     | 46’                                                                   |
| 31-3-2004                                                             | Heraklion                                                             | Grecia                                                                | 1 – 0                                                                 | Svizzera                                                              | Amichevole                                                            | -                                                                     | 46’                                                                   |
| 28-4-2004                                                             | Eindhoven                                                             | Paesi Bassi                                                           | 4 – 0                                                                 | Grecia                                                                | Amichevole                                                            | -                                                                     | 46’                                                                   |
| 3-6-2004                                                              | Vaduz                                                                 | Liechtenstein                                                         | 0 – 2                                                                 | Grecia                                                                | Amichevole                                                            | 1                                                                     | 46’                                                                   |
| 12-6-2004                                                             | Porto                                                                 | Portogallo                                                            | 1 – 2                                                                 | Grecia                                                                | Euro 2004 - 1º turno                                                  | -                                                                     |                                                                       |
| 16-6-2004                                                             | Porto                                                                 | Grecia                                                                | 1 – 1                                                                 | Spagna                                                                | Euro 2004 - 1º turno                                                  | -                                                                     | 90’                                                                   |
| 20-6-2004                                                             | Faro                                                                  | Russia                                                                | 2 – 1                                                                 | Grecia                                                                | Euro 2004 - 1º turno                                                  | 1                                                                     | 44’                                                                   |
| 1-7-2004                                                              | Porto                                                                 | Rep. Ceca                                                             | 0 – 1 dts                                                             | Grecia                                                                | Euro 2004 - Semifinale                                                | -                                                                     | 91’                                                                   |
| 4-7-2004                                                              | Lisbona                                                               | Grecia                                                                | 1 – 0                                                                 | Portogallo                                                            | Euro 2004 - Finale                                                    | -                                                                     | 81’                                                                   |
| 18-8-2004                                                             | Praga                                                                 | Rep. Ceca                                                             | 0 – 0                                                                 | Grecia                                                                | Amichevole                                                            | -                                                                     | 79’                                                                   |
| 4-9-2004                                                              | Tirana                                                                | Albania                                                               | 2 – 1                                                                 | Grecia                                                                | Qual. Mondiali 2006                                                   | -                                                                     | 67’                                                                   |
| 8-9-2004                                                              | Il Pireo                                                              | Grecia                                                                | 0 – 0                                                                 | Turchia                                                               | Qual. Mondiali 2006                                                   | -                                                                     |                                                                       |
| 9-10-2004                                                             | Kiev                                                                  | Ucraina                                                               | 1 – 1                                                                 | Grecia                                                                | Qual. Mondiali 2006                                                   | -                                                                     |                                                                       |
| 17-11-2004                                                            | Calcide                                                               | Grecia                                                                | 3 – 1                                                                 | Kazakistan                                                            | Qual. Mondiali 2006                                                   | -                                                                     |                                                                       |
| 9-2-2005                                                              | Salonicco                                                             | Grecia                                                                | 2 – 1                                                                 | Danimarca                                                             | Qual. Mondiali 2006                                                   | -                                                                     | 83’                                                                   |
| 26-3-2005                                                             | Tbilisi                                                               | Georgia                                                               | 1 – 3                                                                 | Grecia                                                                | Qual. Mondiali 2006                                                   | 1                                                                     |                                                                       |
| 30-3-2005                                                             | Il Pireo                                                              | Grecia                                                                | 2 – 0                                                                 | Albania                                                               | Qual. Mondiali 2006                                                   | -                                                                     | 90’                                                                   |
| 4-6-2005                                                              | Istanbul                                                              | Turchia                                                               | 0 – 0                                                                 | Grecia                                                                | Qual. Mondiali 2006                                                   | -                                                                     | cap.                                                                  |
| 8-6-2005                                                              | Il Pireo                                                              | Grecia                                                                | 0 – 1                                                                 | Ucraina                                                               | Qual. Mondiali 2006                                                   | -                                                                     |                                                                       |
| 16-6-2005                                                             | Lipsia                                                                | Brasile                                                               | 3 – 0                                                                 | Grecia                                                                | Conf. Cup 2005 - 1º turno                                             | -                                                                     | 46’                                                                   |
| 19-6-2005                                                             | Francoforte sul Meno                                                  | Giappone                                                              | 1 – 0                                                                 | Grecia                                                                | Conf. Cup 2005 - 1º turno                                             | -                                                                     | cap. 46’                                                              |
| 22-6-2005                                                             | Francoforte sul Meno                                                  | Grecia                                                                | 0 – 0                                                                 | Messico                                                               | Conf. Cup 2005 - 1º turno                                             | -                                                                     | 61’                                                                   |
| 17-8-2005                                                             | Bruxelles                                                             | Belgio                                                                | 2 – 0                                                                 | Grecia                                                                | Amichevole                                                            | -                                                                     | 46’                                                                   |
| 7-9-2005                                                              | Almaty                                                                | Kazakistan                                                            | 1 – 2                                                                 | Grecia                                                                | Qual. Mondiali 2006                                                   | -                                                                     | 54’                                                                   |
| 8-10-2005                                                             | Copenaghen                                                            | Danimarca                                                             | 1 – 0                                                                 | Grecia                                                                | Qual. Mondiali 2006                                                   | -                                                                     | 76’                                                                   |
| 12-10-2005                                                            | Patrasso                                                              | Grecia                                                                | 1 – 0                                                                 | Georgia                                                               | Qual. Mondiali 2006                                                   | -                                                                     | 46’ 52’                                                               |
| Totale                                                                |                                                                       | Presenze                                                              | 68                                                                    |                                                                       | Reti                                                                  | 9                                                                     |                                                                       |

## Palmarès

### Club
- Coppa Intertoto UEFA: 1

Perugia: 2003

### Nazionale
- Campionato d'Europa: 1

Portogallo 2004